# 鬼ヶ城暖地性シダ群落

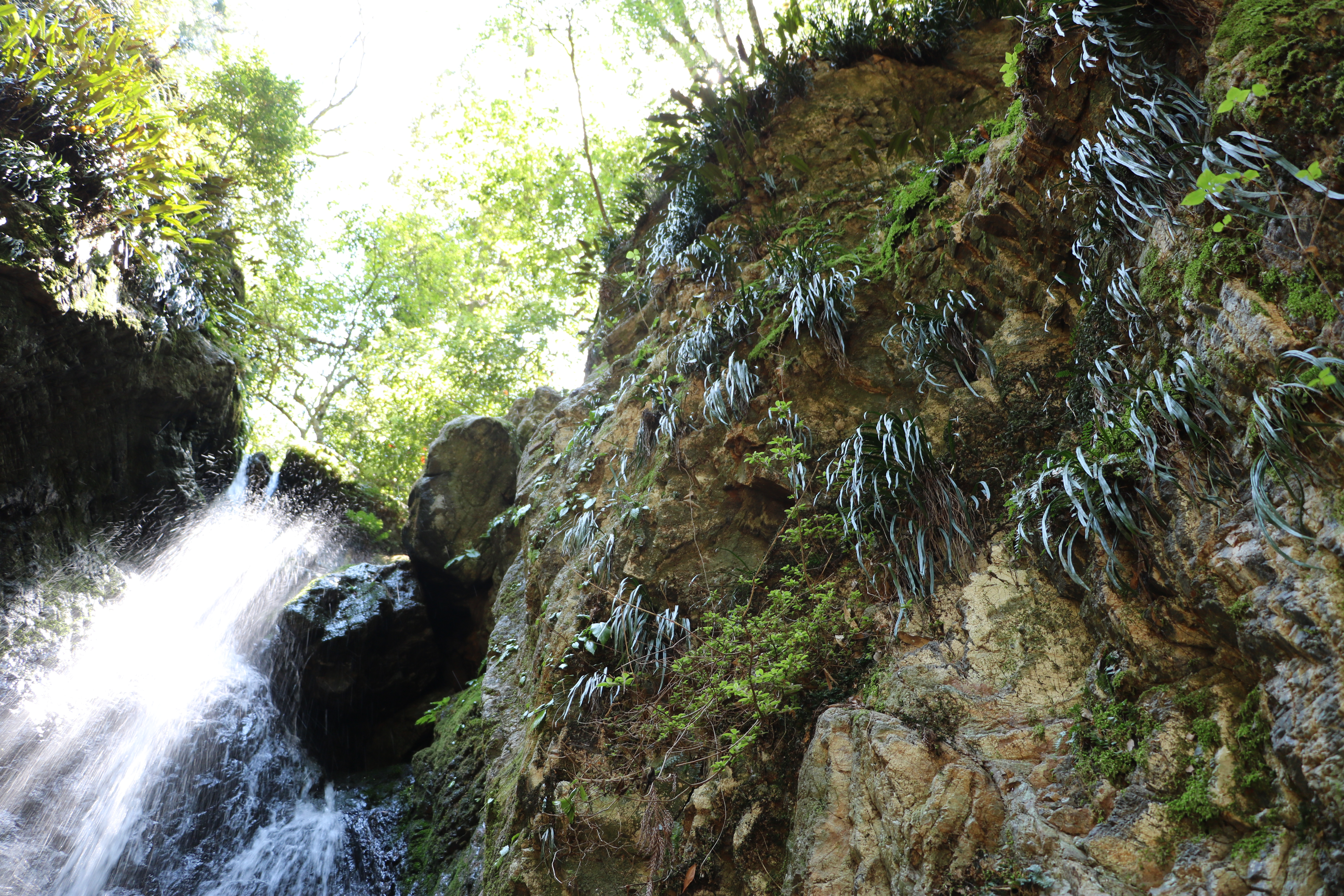
鬼ヶ城暖地性シダ群落。2023年5月11日撮影。

鬼ヶ城暖地性シダ群落（おにがじょうだんちせいシダぐんらく）は、三重県度会郡南伊勢町押淵にある国の天然記念物に指定された暖地性シダ植物の群生地である。
海岸線が入り組んだリアス式海岸が続く志摩半島南岸の、五ヶ所湾の奥深い入り江へ流れ込む押淵川上流部の山中にある暖地性シダの大群落で、鬼ヶ城と呼ばれる洞窟周辺の岩壁に着生して、本州では稀な種類を含む暖地性シダ類が多数生育している。希少植物、稀有な珍種も多くみられ、当時の指定要目15「欄類、羊歯類、石松類、蔓植物、地衣、蘚苔等盛ニ発生したる土地又ハ是等ノ植物ノ多ク着生シタル林樹」として、1928年（昭和3年）1月18日に「鬼ヶ城暖地性羊歯群落」の名称で国の天然記念物に指定された。
隣接する細谷暖地性シダ群落とともに指定当時の昭和初期には、今日では絶滅危惧種となっているキクシノブ（菊忍、学名：Pachypleuria repens (L. fil.)  Kato）の純群落が形成されており、ヒカゲノカズラ科の着生植物のナンカクラン（南郭蘭、学名：Huperzia fordii (Baker) Dixit）、オシダ科のアツイタ（厚板、学名：Elaphoglossum yoshinagae (Yatabe) Makino, 1901.）など、この地が分布の北限と見るべきシダ植物の宝庫として知られていたが、乱獲や盗採により今日では見られなくなってしまったものも多い。
同じ三重県内の熊野市にある地質・鉱物天然記念物として国の天然記念物に指定された「熊野の鬼ヶ城 附 獅子巖」の鬼ヶ城とは別のものである。

## 解説

### 天然記念物指定の経緯
鬼ヶ城暖地性シダ群落は志摩半島南岸の南伊勢町押淵（はかまごしとも呼ばれる）字鬼ヶ城に所在する。字名にもなっている鬼ヶ城は、志摩半島の脊梁をなす度会（わたらい）山地から東南東へ伸びる支脈、標高318メートルを最高所とした旧南勢町と旧南島町境界の尾根筋の北側斜面中腹にあり、高さ3メートル、幅10メートル、奥行き9メートルほどの洞窟で、後述する伝承から一帯の岩山は「鬼ヶ城」と呼ばれている。
この場所は五ヶ所湾北西部最奥の穂原地区を流れる、押淵川の上流部右岸に位置しており、年間を通じて降水量も多く常に小さな水の流れがあり、周囲を深い樹林帯で覆われ岩壁にも囲まれ直射日光が遮られるため、林床はシダ類にとって好適な陰湿環境が維持され、温暖な気候の南勢地域でも一段と暖帯性、亜熱帯性の植生が色濃い場所である。
この暖地性シダ群落について最初に発見し、その価値に着目したのは地元押淵地区出身の植物学者広出泰助である。広出は当地の植物調査の案内人を務め1936年（昭和11年）に天然記念物保護の功績で文部大臣から表彰を受けた人物である。
押淵川上流一帯の植物相は複数の植物学者が現地調査に訪れ、広出の案内によりその価値が知られるようになる。文献上に残る主な記録だけでも、1923年（大正12年）11月に現地調査を行った四日市市の川崎光次郎による『三重県天然記念物調査報告書5』の「穂原鬼ヶ城植物調査」にはじまり、1927年（昭和2年）8月に現地調査を行った槌賀安平による『史蹟名勝天然紀念物第二号』の「鬼ヶ城」、同じく本田正次による同書「伊勢国穂原村鬼ヶ城並に細谷に於ける暖地性羊歯群落に就て」、1927年（昭和2年）12月に現地調査を行った三好学による『天然紀念物調査報告 植物之部 第八輯』の「鬼ヶ城暖地性羊歯群落」といった、著名な生物学者や植物学者が訪れ、周辺一帯のシダ群落保護の必要性を説いた。
こうして鬼ヶ城とその西に位置する細谷地区の暖地性シダ群落は1928年（昭和3年）1月18日に国の天然記念物に指定された。指定地の地番と面積は押淵字鬼ヶ城1383番の1山林内の実測2反18歩、および同1383番の3山林内の実測6畝18歩で、当時はいずれも民有地であった。

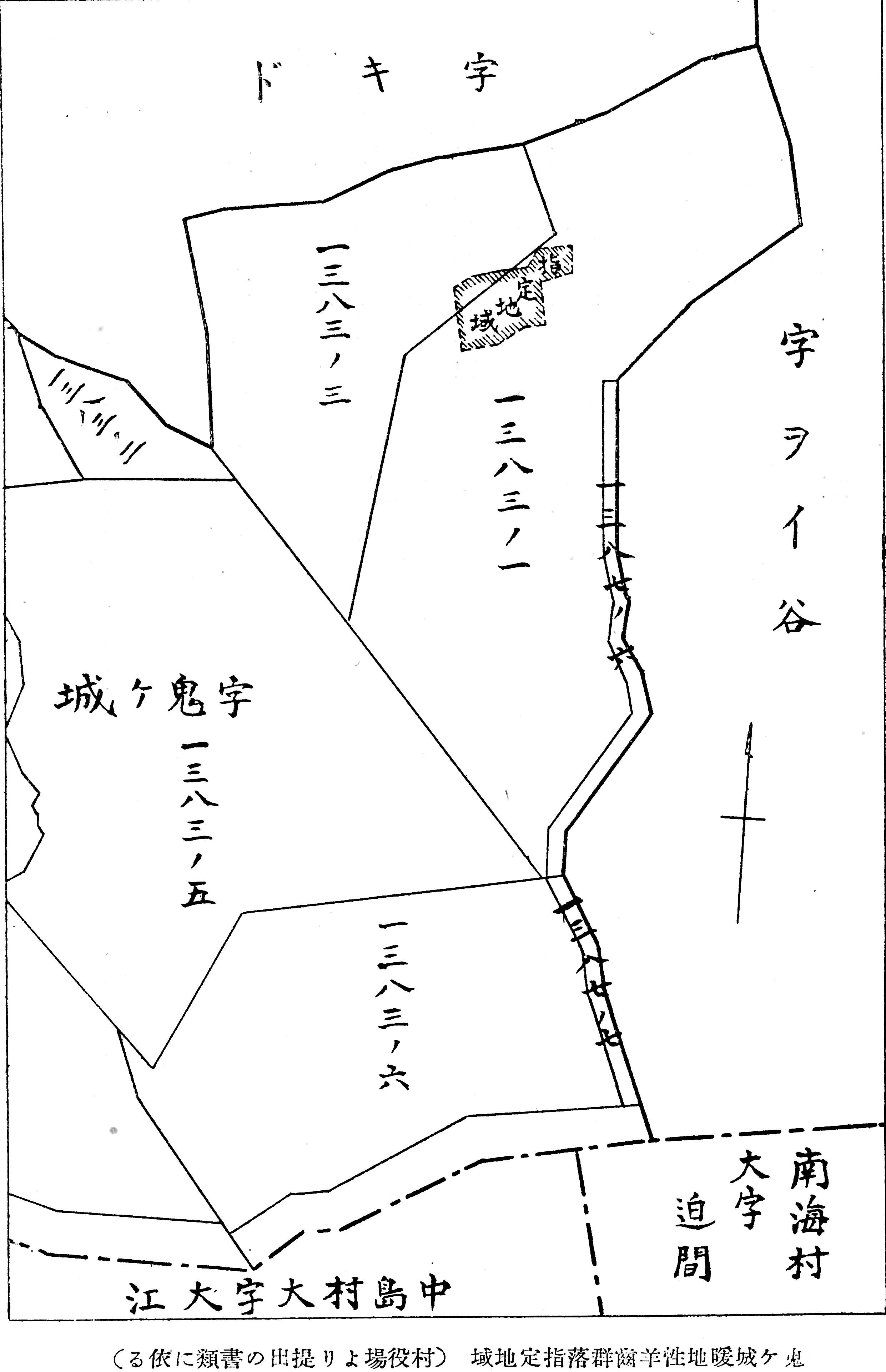
昭和初期、当時の穂原村が作成した鬼ヶ城暖地性シダ群落の地籍図。

暖地性シダ群落として国の天然記念物に指定されたが、他の植物も豊かで、ヒカゲツツジやホンシャクナゲといったツツジ属や、つる植物のシタキソウ、着生ランのマメヅタラン・セッコク・ムギラン・フウランなども見られが、指定に際して植物学者らが最も重視したのは希少種とされる冒頭でも挙げた次の3種の自生である。
- キクシノブ（菊忍、学名：Pachypleuria repens (L. fil.)  Kato）シノブ科キクシノブ属。
- ナンカクラン（南郭蘭、学名：Huperzia fordii (Baker) Dixit）ヒカゲノカズラ科コスギラン属
- アツイタ（厚板、学名：Elaphoglossum yoshinagae (Yatabe) Makino, 1901. ）オシダ科（ツルキジノオ科とも）アツイタ属

以上の3種はいずれも稀有なもので珍重すべきものであると、三重県天然記念物調査委員の服部哲太郎は1936年（昭和11年）発行の『三重縣に於ける主務大臣指定 史蹟名勝天然紀念物 第二册 名勝並天然紀念物』で指摘している。

### 鬼ヶ城の伝承と指定地の現状

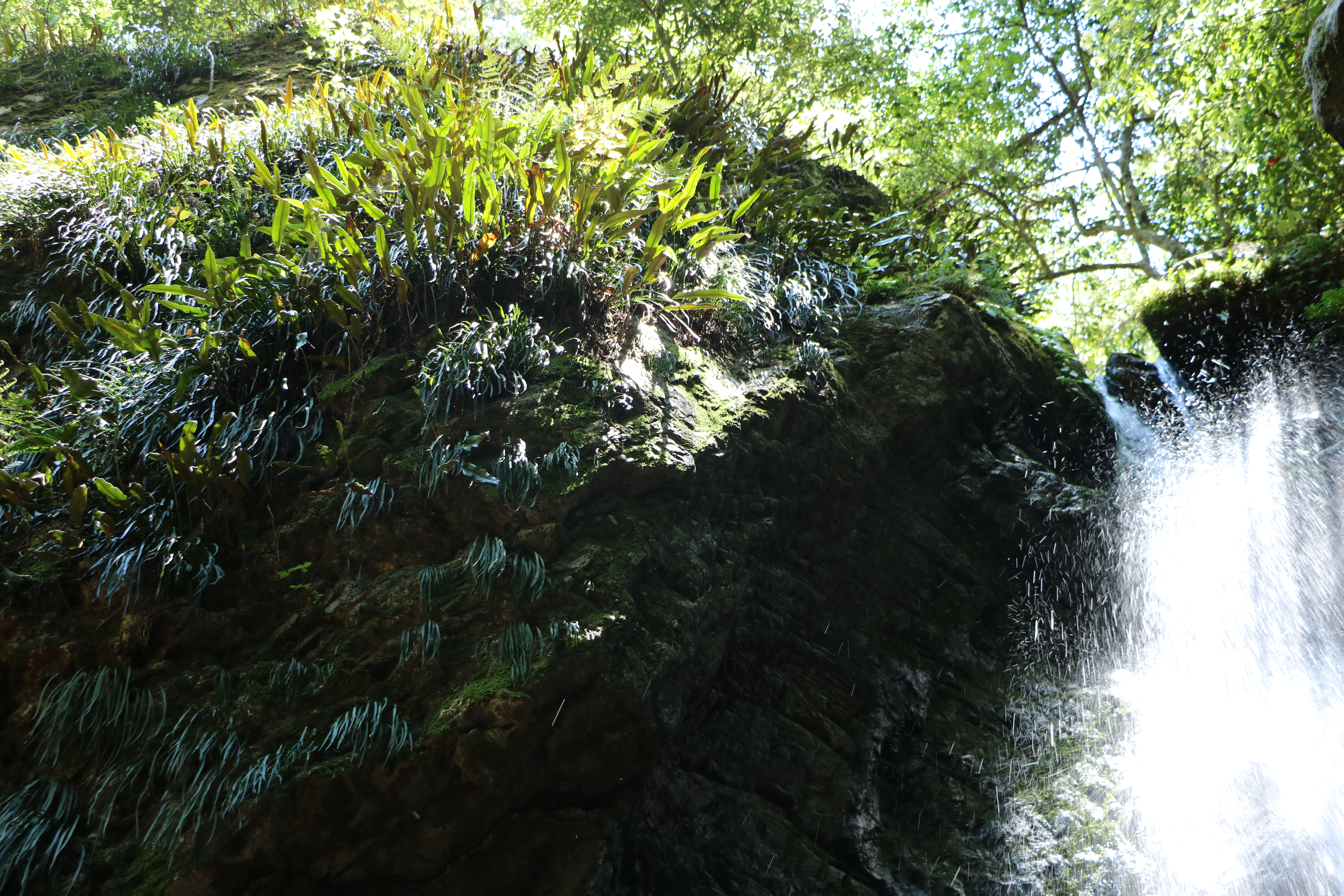
鬼ヶ城暖地性シダ群落。2023年5月11日撮影。

鬼ヶ城という地名の由来は、岸壁の景観が鬼の住処を連想させることからもあるが、次のような恐ろしい伝説が残されている。その昔、押淵に身体の大きい屈強な男がいたが、他人と関わることを嫌い、山中の岩穴に住むようになった。すると近隣の旧一之瀬村中村に住むもう一人の屈強な男を仲間にして、松の木から松明用の油を作り生計を立て始めたが、子供らを捕まえてその肉を食べるようになり、恐れた土地の人々は彼らを鬼人と呼んで、この洞窟のある一帯を鬼ヶ城と呼ぶようになったという。
今日の指定地は押淵地区から南西へ2キロメートルほど入った静かな山間部にあり、町道左手に見える白滝権現（白滝神社）の鳥居をくぐり、押淵川を渡った先の植林されたスギの深い森の中にある。
押淵川の橋を渡った先は2手に分岐しており、右手側に進むと白滝神社の小さな社と白滝があり、周辺の濡れた岩壁に多くのシダ植物が繁茂している。一方の左手側を進み少し登ると垂直に近い岩壁があり、その先の鉄梯子を上がると鬼ヶ城の洞窟がある。周辺は古いコンクリートの支柱と鉄線が巡らされた柵があるが、一部は破損したり消失している。
周辺は山腹の北面に面し小さな流れが多くあり、シダ類の生育には適した環境であるが、天然記念物指定後、多くの希少な植物が盗掘の被害に遭い、希少植物は種類や量ともに少なくなってきており、三重県教育委員会に委託され1990年（平成2年）頃に当地を調査した三重県立津西高等学校の橋本清は、現地の管理不備を指摘し、定期的な巡視強化の必要性を訴えている。地元の押淵地区では自宅の裏庭などで大型暖地シダを育成する個人宅もあり保護に務めている。

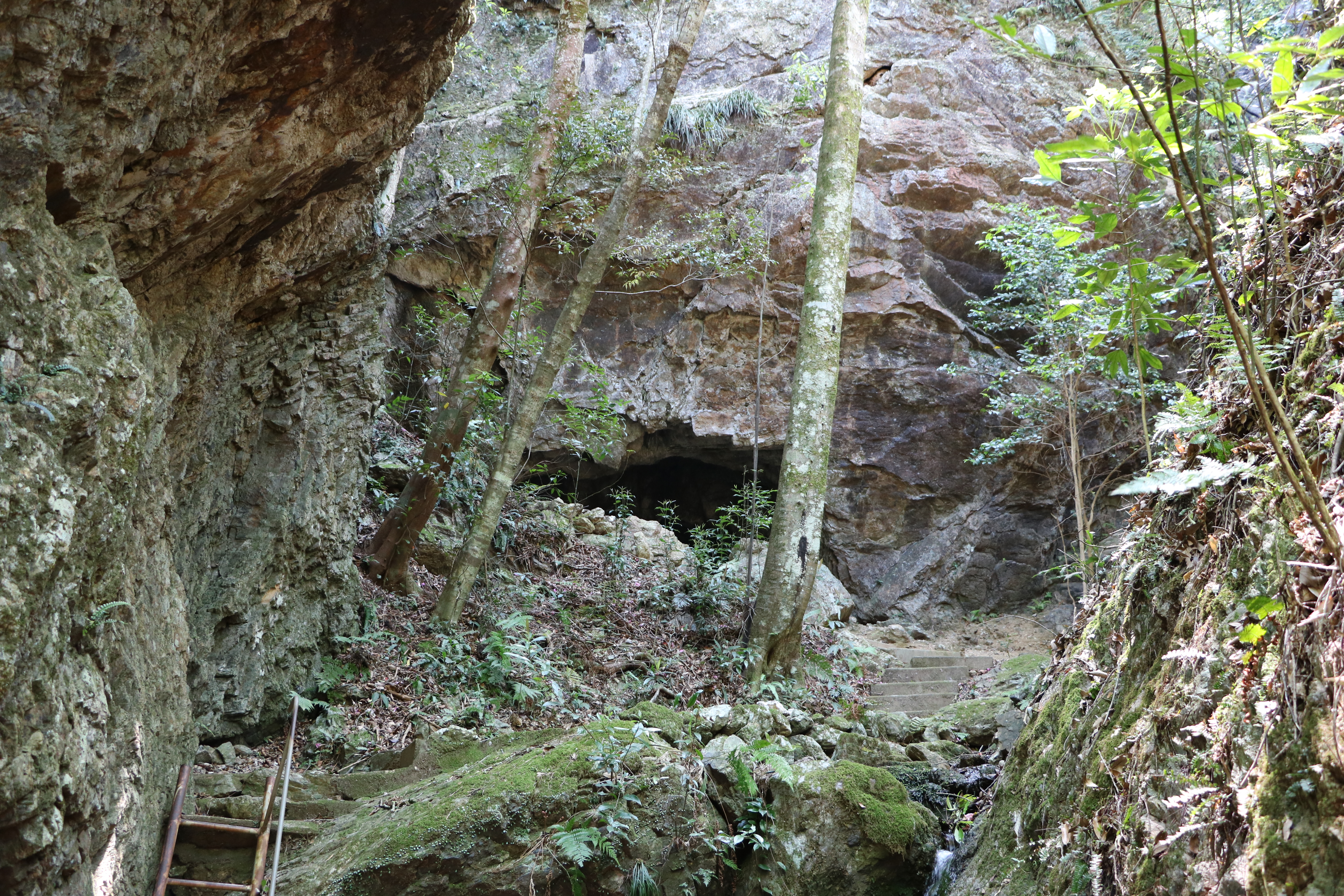
鬼ヶ城洞窟。
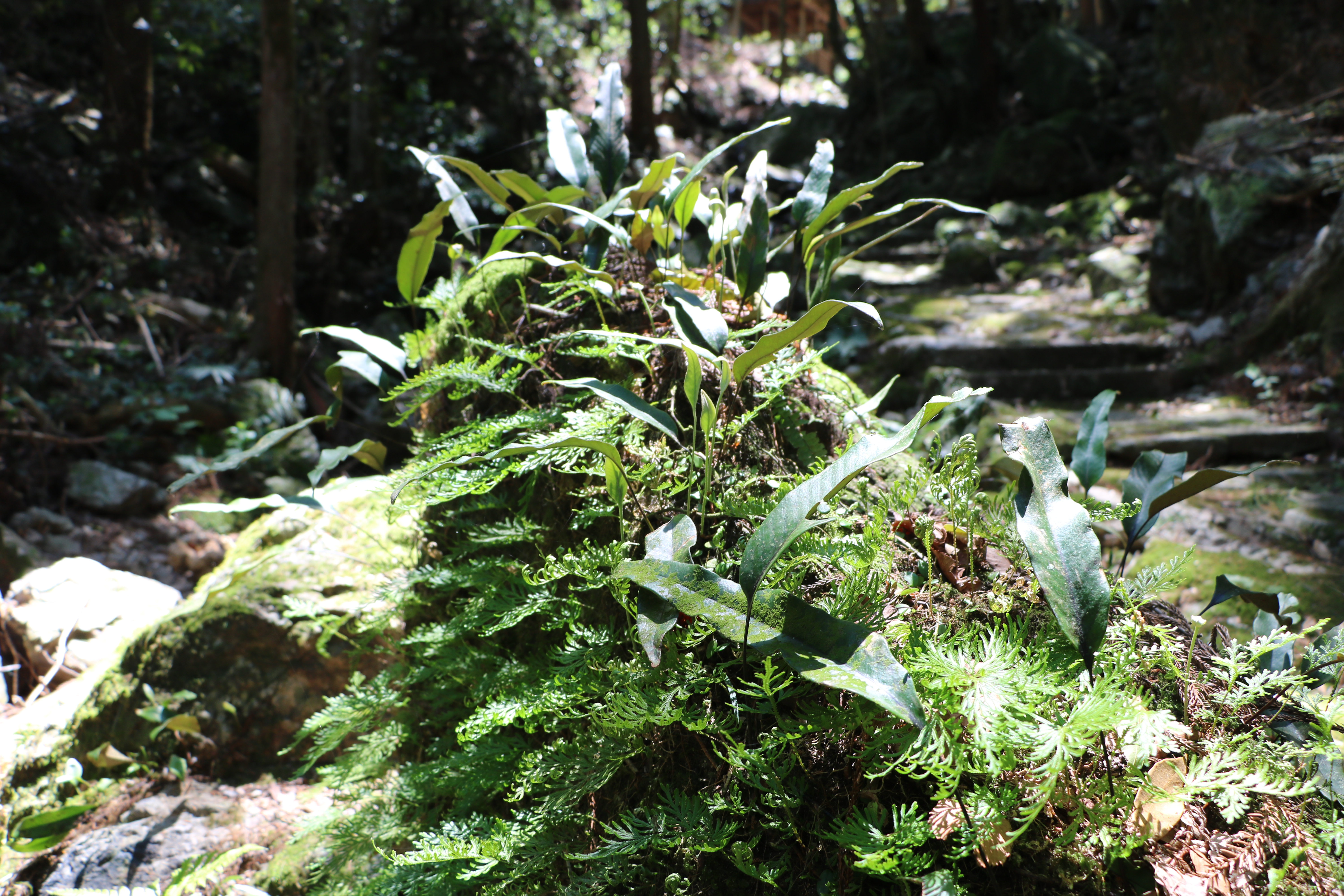
鬼ヶ城暖地性シダ群落。
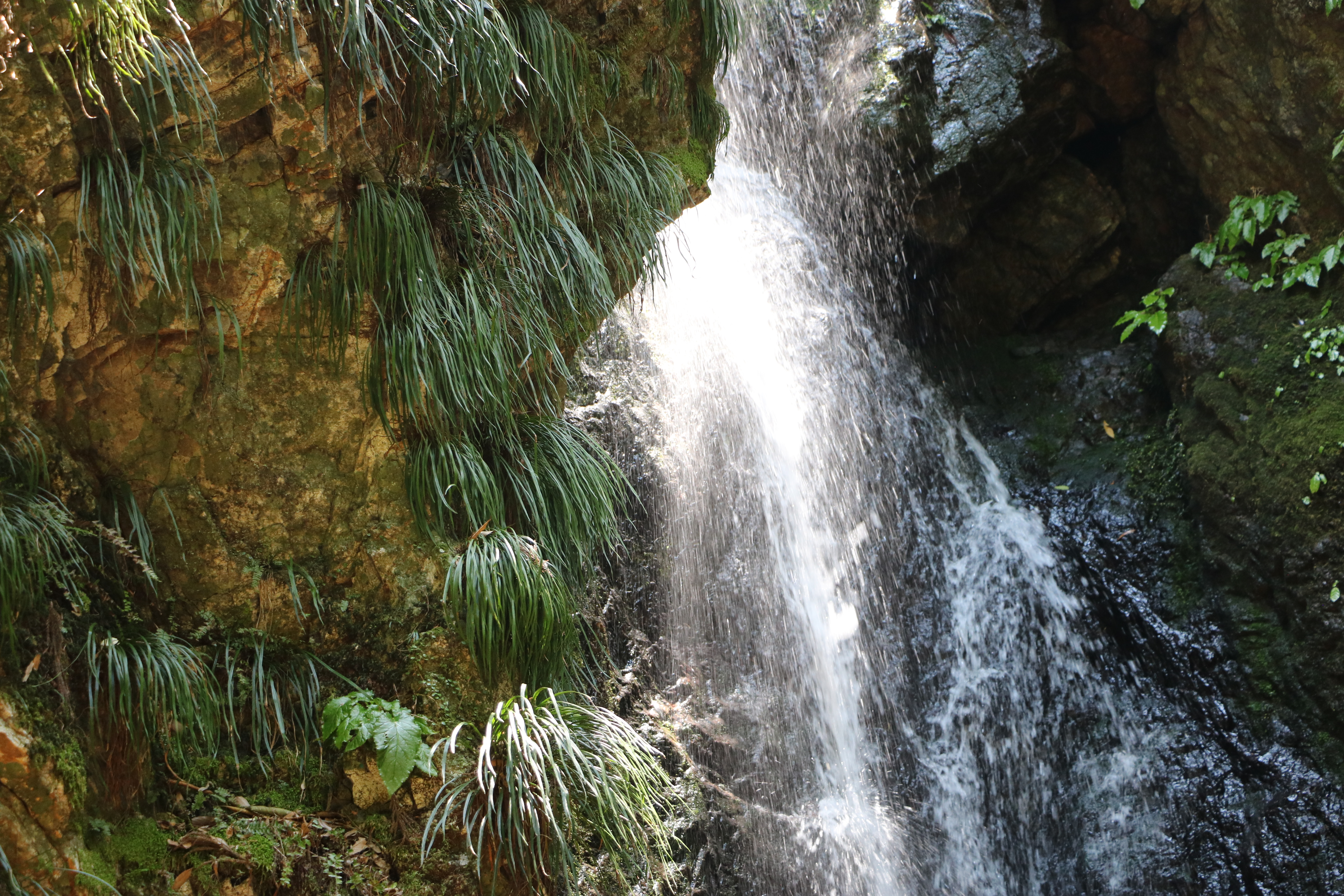
鬼ヶ城暖地性シダ群落。
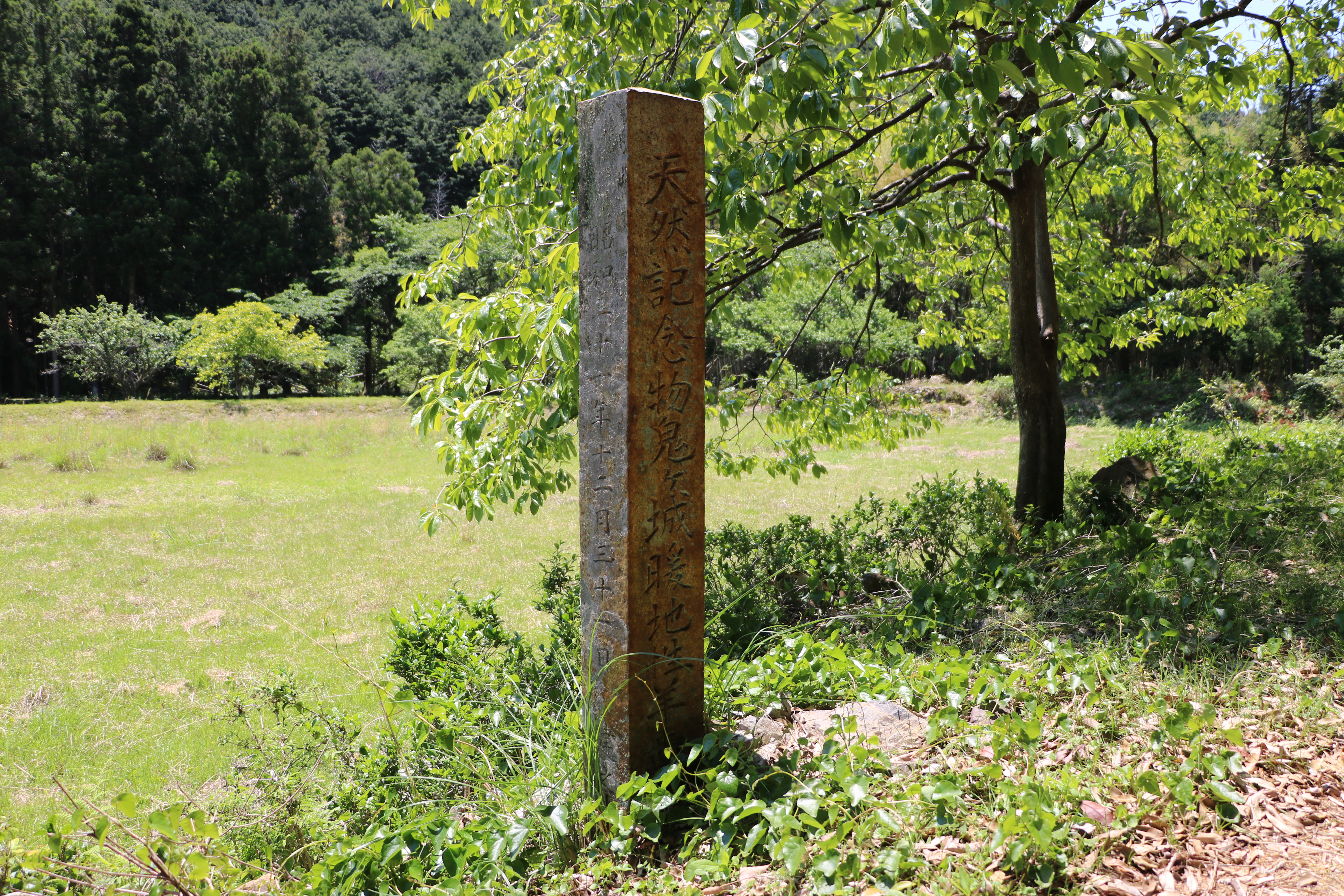
鬼ヶ城暖地性シダ群落天然記念物指定石碑。

## 交通アクセス
所在地
- 三重県度会郡南伊勢町押淵[21]。

交通
- 近畿日本鉄道宇治山田駅から三重交通乗車約60分「押淵口橋」下車。徒歩約15分[22]。
- 伊勢自動車道玉城インターチェンジより三重県道169号玉城南勢線（通称サニーロード）・国道260号経由で約50分[22]。